# گمینا پیشچاتس
گمینا پیشچاتس (به لهستانی:  Gmina Piszczac) یک گمینا در لهستان است که در شهرستان بیاوا پودلاسکا واقع شده‌است. گمینا پیشچاتس ۱۶۹٫۹۲ کیلومتر مربع مساحت و ۷٬۳۸۱ نفر جمعیت دارد.